# SS Cotopaxi (1873)
SS Cotopaxi — пассажирское и грузовое судно английской компании Pacific Steam Navigation Company.

## История
Пароход водоизмещением 4022 тонны был построен в 1873 году в Глазго компанией John Elder & Co.
Длина судна составляла 122,6 метров, ширина 13 метров. Имел один 2-цилиндровый двигатель (compound inverted engine) мощностью 600 л. с., на валу которого находился один винт; скорость судна — 13 узлов.
Был выведен из состава флота после того, как потерпел крушение 15 апреля 1889 года.
Новое судно водоизмещением 11430 тонн с таким же именем было построено компанией Wm. Denny & Bros. Ltd. и спущено на воду 22 декабря 1953 года.

### Последний рейс
8 апреля 1889 судно отбыло из Ливерпуля в чилийский город Вальпараисо с 202 пассажирами на борту. В пути пострадал от столкновения с немецким пароходом Olympia, произведя ремонт на берегу. Продолжая свой путь, 15 апреля 1889 года наткнулся на скалу в канале Мессье в Чили и окончательно разрушился. Все находившиеся на его борту пассажиры были подобраны немецким кораблём Setos, принадлежавшем судоходной компании Kosmos Line.